# William Robert Broughton
Pour les articles homonymes, voir Broughton.
William Robert Broughton, navigateur anglais, né le 22 mai 1762 dans le comté de Gloucester, mort à Florence le 14 mars 1821 et enseveli dans l'ancien cimetière des Anglais de Livourne.
Il commandait le brick le HMS Chatham dans la célèbre expédition du capitaine George Vancouver. Il découvrit en 1790 plusieurs îles à l'embouchure du Columbia, sur la côte occidentale de l'Amérique du Nord, et leur donna son nom ; reconnut les États du Japon, la côte orientale de l'Asie, ainsi qu'une partie de l'Océanie, et eut part à la prise de Java, 1797.
Il a laissé une relation de son Voyage dans le Nord de l'Océan Pacifique, traduit par Jean-Baptiste Benoît Eyriès, 1807.
Le 29 octobre 1792, en tant que membre de l’expédition d’exploration du capitaine George Vancouver, il est le premier à apercevoir le Mont Hood dans l'actuel Oregon et le nomma d’après un amiral britannique, Samuel Hood.

## Source
Cet article comprend des extraits du Dictionnaire Bouillet. Il est possible de supprimer cette indication, si le texte reflète le savoir actuel sur ce thème, si les sources sont citées, s'il satisfait aux exigences linguistiques actuelles et s'il ne contient pas de propos qui vont à l'encontre des règles de neutralité de Wikipédia.